# Catarina Furtado
Catarina Furtado ComM; Embaixador(a) da boa vontade da UNFPA (Catarina Cardoso Garcia da Fonseca Furtado, Lisboa, 25 de agosto de 1972) é apresentadora de televisão e atriz portuguesa. Há três décadas que é um dos rostos mais destacados do entretenimento televisivo português, nomeadamente em horário nobre.
Como apresentadora, trabalhou nos canais SIC e RTP1. É neste último que está desde 2002, sendo desde há vários anos um dos rostos mais bem pagos da estação pública.
Ao longo da sua carreira tem também abraçado diversos projetos como atriz. Foi também autora de contos infantis e letras de canções. Desde 2000 exerce a função de Embaixadora de Boa Vontade do UNFPA. É fundadora e presidente da associação Corações com Coroa.

## Biografia

### Crescimento e formação
A presença forte dos avós, as fugidas de bicicleta, as mãos macias da minha professora da escola primária, as corridas de caricas nos passeios do Bairro Alto, a descoberta dos caminhos de Portugal com os meus pais numa 4L, a entrada tímida nos corredores da Escola de Dança do Conservatório Nacional, as coleções de tudo e mais alguma coisa (borrachas, autocolantes, sabonetes...), as noitadas em que os meus pais ficavam a falar de política e eu e os meus amigos Pedro e João Gomes (filhos do Adelino Gomes) explorávamos o mundo da ficção, a responsabilidade boa que eu sentia ter na educação da minha irmã Marta que mais depressa me obedecia a mim do que à minha mãe.

Furtado nasceu em Lisboa, no dia 25 de agosto de 1972. Filha de Joaquim Furtado, jornalista, e de Helena Furtado, professora. Passou a infância no bairro de Campo de Ourique e no Bairro Alto. Aos nove anos era uma criança tímida para quem era difícil falar com pessoas estranhas. Os pais procuraram no ensino artístico a solução para o problema - "Eu não queria, mas ela" - a mãe - "fez um acordo comigo: se fizesse uma audição para piano e dança e ficasse uma semana, podia desistir se não gostasse. Foi um truque, porque passado uma semana não conseguia sair." Entre a música e a dança a Catarina escolheu o balé e entrou para a Escola de Dança do Conservatório Nacional de Lisboa ao mesmo tempo que frequentava o ensino regular no Liceu Passos Manuel, a escola no Bairro Alto onde o pai também havia estudado - "Eu e um grupo de colegas trazíamos a dança para as arcadas do Passos Manuel."
A minha maior formação foi o Conservatório. Foi o que determinou a minha personalidade.
Em 1987 participa, ainda adolescente, no teledisco dos Xutos & Pontapés "Sai P'rá Rua", do álbum Circo de Feras.
Em 1990 teve uma curta aparição no filme ‘Non’, ou A Vã Glória de Mandar de Manoel de Oliveira. Nesse ano completou os oito anos de formação no Conservatório e ganhou uma bolsa de estudo de dança do Centro Nacional de Cultura. Durante o ensaio geral para um espetáculo, em que era coreografa e bailarina, cai sobre uma das traves do cenário e sofre um traumatismo lombar que a obriga a parar por alguns meses. Recusando a inatividade, vê no prazer e na dedicação do seu pai ao jornalismo uma possibilidade para si. Por sugestão de Adelino Gomes, amigo chegado da família, decide inscrever-se no CENJOR, escola recém-criada de jornalismo. O pai só soube quando a filha concluiu os testes de admissão ao curso - "Mas apesar desta minha forma de lidar com o facto de ser filha do Joaquim Furtado, ele influenciou-me pela paixão com que sempre vivera o jornalismo, pela biblioteca enorme que ele tem, pela pesquisa, pela escrita, pelas viagens ao estrangeiro e voltar cheio de histórias para contar… era contagiante." - Durante o curso conhece o Nuno Markl, humorista, que a acompanha no estágio profissional no Correio da Manhã Rádio onde ambos trabalham sob a direção do editor de informação João Adelino Faria.

### Do início da carreira profissional - presente

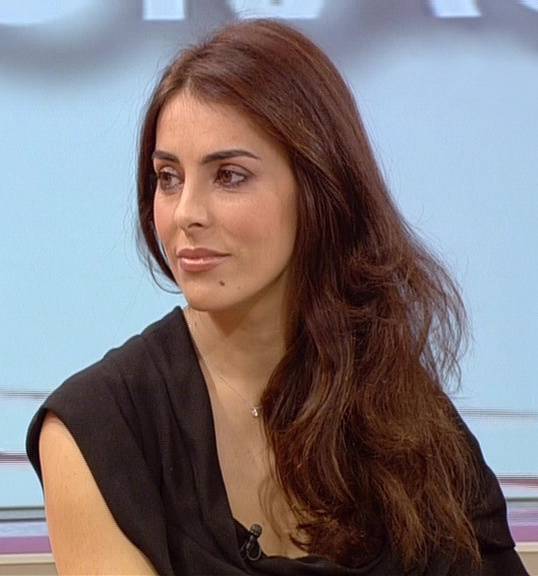
Furtado em 2013

Ali ficou durante um ano, até ser selecionada numa audição para o programa Top+ da RTP. Ainda tentou desistir do projeto mas foi demovida dessa intenção. Ficou no canal estatal durante um ano. A convite de Maria Elisa, mudou-se para a SIC, em 1992, para apresentar um programa associado à MTV. Em 1993 foi convidada para apresentar “Chuva de Estrelas”, programa que se tornou um fenómeno de popularidade, tornando a SIC em líder de audiências pela primeira vez. Passou a ser um dos rostos mais populares da televisão portuguesa e ganhou o epíteto de “namoradinha de Portugal”. Após duas temporadas de “Chuva de Estrelas” procurou diversificar o seu trabalho com os programas “Caça ao Tesouro” e “Uma Noite de Sonho”.
Entretanto em 1994 participou no curta metragem “O Assassino da Voz Meiga”, juntamente com Vítor Norte e Sofia Leite. E em 1995, entrou em “Amor & Alquimia”, um curta metragem de Fernando Fragata, na qual representou ao lado de Rui Poças e Diogo Infante. Ambicionando fazer uma carreira no mundo da representação muda-se para Londres, onde esteve dois anos, para estudar na London International School of Acting e no Actor’s Studio. Entretanto fez pontualmente reportagens para a SIC e regressou a Portugal sempre que necessário, para apresentar algumas das galas daquela estação, como os “Globos de Ouro“.
Em 1997, entrou nas curtas “Drinking & Bleeding” de Leonard Whybrow e “Killing Time” de Alexander Finbow. No mesmo ano, entrou ainda na produção televisiva “Fatima”, juntamente como Joaquim de Almeida e Diogo Infante. No ano seguinte, participou em “Siamese Cop”, “Longe da Vista” e “Sweet Nightmare”.
Voltou à apresentação, em 1999, com “Pequenos e Terríveis”. Nesse ano entrou na série “O Anjo da Guarda”. No ano seguinte participou em dois telefilmes da SIC: “O Lampião da Estrela” e “A Noiva”.
Foi nomeada embaixadora de Boa Vontade, do Fundo das Nações Unidas para a População (UNFPA). Estreou-se nas telenovelas em 2001, onde desempenhou o papel de protagonista em “Ganância”. Participou também no telefilme “Teorema de Pitágoras” (2001).
Em 2002 conduz o programa “Catarina.com”, que foi o último para a SIC. Volta à RTP, em 2003, para apresentar o programa Operação Triunfo.
Em 2004 participa no filme “Maria E as Outras” e na série A Ferreirinha. Em 2005 apresenta o programa Música no Ar. Participa depois no telefilme Love Online (realizado por Mário Barroso) e em Animal de Rose Bosch.
Em 2006 inicia a primeira série do programa Príncipes do Nada. Assume também a condução do programa “Dança Comigo” o qual teve que abandonar precocemente, devido à gravidez do primeiro filho. Apresente depois programas como “Dá-me Música” (2009/2010), “Quem tramou Peter Pan?” (2011) e “A Voz de Portugal” (2011). Como actriz participe nas séries e “Cidade Despida” (2010) e “Liberdade 21″ (2011).
Em 2013 apresenta os programas "Feitos Ao Bife" e "Chef's Academy". Em 2014 é a apresentadora do programa "The Voice Portugal". Em 2015 apresenta o programa "Cook-Off: Duelo de Sabores". Lança nesse ano o livro "O que vejo e não esqueço". Em 2015 e 2016 apresenta, com Vasco Palmeirim, novas edições de "The Voice Portugal".
Em 2018 apresenta o Festival Eurovisão da Canção 2018 juntamente com Daniela Ruah, Filomena Cautela e Sílvia Alberto.

### Vida pessoal

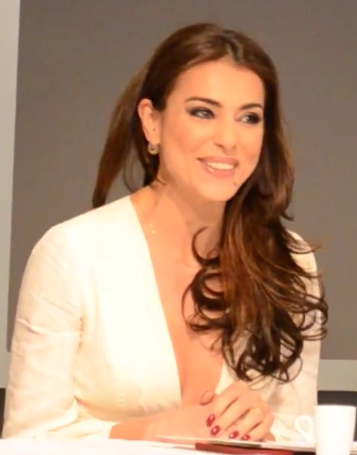
Furtado em 2015

Catarina Furtado foi casada com o também ator João Reis de 2005 a 2023, com quem tem dois filhos: Maria Beatriz, nascida a 25 de maio de 2006 (19 anos) e João Maria, nascido a 27 de outubro de 2007 (17 anos).

### Embaixadora de Boa Vontade do UNFPA
Embaixadora de Boa Vontade do Fundo das Nações Unidas para a População (UNFPA) desde 2000, Furtado realiza um trabalho de proximidade em diferentes países, nas áreas da Saúde, incluindo a sexual e reprodutiva, Igualdade de Género, Violência sobre as Mulheres, Discriminação, Envolvimento Masculino, Mutilação Genital Feminina, Maternidade Segura, Maternidade/Paternidade Adolescente, Planeamento Familiar, entre outras.
Em 2001 desloca-se a Nova Iorque para participar numa reunião de todos os Embaixadores de Boa Vontade e Mensageiros da Paz das Nações Unidas, onde o Secretário Geral, Kofi Annan, confirma-lhe formalmente por carta o convite, endereçado no ano anterior pelo UNFPA, para exercer as funções de Embaixadora. Um cargo que será vitalício e não remunerado.
O FNUAP (ou na sigla inglesa UNFPA) é um fundo da ONU dedicado ao acompanhamento da evolução da população mundial e à melhoria da condição da mulher. Mas uma frase não é suficiente para definir o âmbito de aplicação do fundo que ficará melhor explicado com uma visita ao site do UNFPA.
Tem sido convidada a participar em iniciativas de Educação para o Desenvolvimento, Educação para a Cidadania e "Advocacy" no Parlamento e em Escolas, Universidades, "ONG", Associações de Empresas e tem ainda feito muitas visitas de trabalho a países em desenvolvimento e participações em reuniões internacionais.
É co-autora da série documental Príncipes do Nada da RTP sobre as temáticas dos Direitos Humanos. Trabalhou também em Dar Vida sem Morrer, quatro documentários realizados na Guiné Bissau que teve o apoio da Cooperação Portuguesa e que visou a recolha de apoio financeiro para programas de redução da mortalidade materna e neonatal em três localidades daquele país.
Em 2010 é convidada pelo Secretário Geral das Nações Unidas, Ban Ki-moon para participar como Oradora na Cimeira do Milénio em Nova Iorque enquanto “Campeã dos ODM” e na Abertura Oficial do Ano Internacional da Juventude. Desde essa altura tem sido Oradora convidada na Apresentação Pública do Relatório sobre o Estado da População Mundial, na Assembleia da República e Ministério dos Negócios Estrangeiros.
Em 2012 sente necessidade da fundar a Corações com Coroa, uma associação sem fins lucrativos que pretende promover uma cultura de solidariedade e inclusão junto de pessoas em situações de vulnerabilidade, risco e pobreza e assim contribuir para que em Portugal se promova e vivencie uma cultura de Direitos Humanos assente na "Não discriminação" e "Não violência".

### Letrista de canções

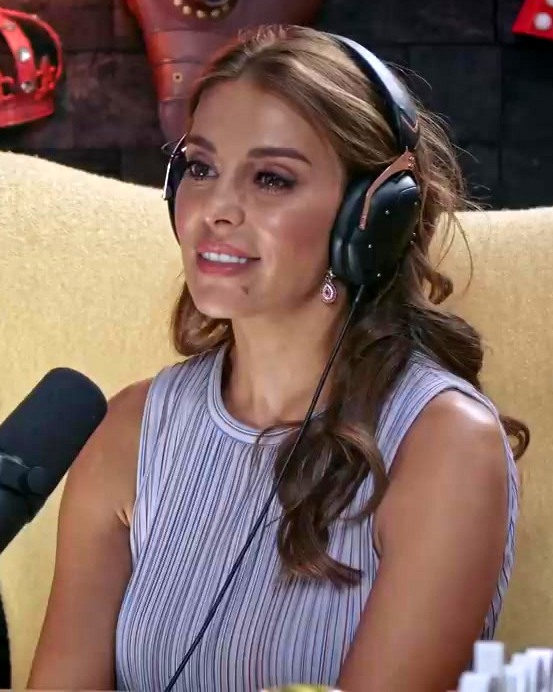
Furtado em 2019

Do namoro com o músico e compositor João Gil nasceram algumas letras de canções. Essa colaboração ficou registada em vários álbuns e projectos do músico, como a Ala dos Namorados e a Filarmónica Gil.
Solta-se o Beijo começa por ser um poema num postal que o João Gil transformou numa canção para a Ala dos Namorados. Por sugestão da Catarina, a Sara Tavares juntou-se ao vocalista do grupo, Nuno Guerreiro, para interpretarem ao vivo a canção que foi um grande sucesso.
Em 2000, a série de ficção da TVI Crianças SOS teve na sua banda sonora 3 músicas compostas pela  dupla João e Catarina:  Avô Amigo interpretada pelo Carlos do Carmo; Carta de Amor Ridículo interpretada pela Lúcia Moniz; Lutador, interpretada por Tim, foi a música que acompanhou o genérico da série e que tem perdurado na memória das pessoas. Foi editada no álbum Perdidamente - As Melhores do João Gil.
Também em 2000, a Catarina protagoniza o tele-filme da SIC A Noiva.  Interpreta a personagem que dá nome à canção Laura que sonoriza a cena final do filme. O poema, escrito por ela, acompanha a música do João Gil, transcreve as mensagens perdidas entre Laura e Jorge, o noivo desaparecido na Guerra Colonial, e Eduardo, o amor condescendido por Laura. Jorge Palma, Lena d'Água e Diogo Infante dão voz ao triângulo amoroso retratado no filme.
Em 2002, aceita o desafio para escrever uma letra para o Avô Cantigas ( Carlos Alberto Vidal ). A canção Chichi Cama, com música do João Gil. É da Catarina a voz da mãe que na canção diz : “São horas meu filho. Lavar os dentes!”.
O álbum Aether da Anabela, lançado em 2005, inclui a canção Ela é Dança com música de Pancho Alvarez. A letra da canção, escrita pela Catarina, pode ser um retrato dela em criança, bailarina do Bairro Alto.
No início de 2011, uma música não lhe saía da cabeça. A música da Lúcia Moniz que irá acompanhar o poema Príncipe do Nada escrito pela Catarina. Em 7 de Março desse ano, a canção é interpretada ao vivo no especial Príncipes do Nada – Um por Todos, suportada por um coro assume as dimensões dum hino que reflecte a vivência dela enquanto Embaixadora de Boa Vontade do UNFPA e autora do programa de televisão. A canção pertence ao álbum Fio de Luz da Lúcia Moniz. Ambas abdicaram dos royalties devidos pela autoria da composição em favor de causas que apoiam.
Ricardo Reis Pinto é o autor de muitas das canções que ensinava aos seus alunos tal como aconteceu com os filhos da Catarina: a Beatriz e o João. Ricardo foi uma presença semanal no programa de televisão Quem Tramou Peter Pan?, em 2011, onde cantou algumas canções. Em 2012 foi lançado o livro/Cd Vem Daí com todas as composições da autoria de Ricardo excepto João e Beatriz com letra de Catarina.
Em maio de 2012 refere ter escrito uma letra para o Rui Drumond que não foi editada.
São da autoria de Furtado as letras das canções aqui referenciadas:
- Solta-se o Beijo (1998) - Álbum: Solta-se o Beijo; Música: João Gil; Interpretação: Ala dos Namorados;
- História de Pedra (2000) - Álbum: Cristal; Interpretação: Ala dos Namorados;
- Laura (2000) - Banda sonora do tele-filme A Noiva- Álbum: Perdidamente - As Melhores do João Gil; Música: João Gil; Interpretação: Jorge Palma / Lena d'Agua / Diogo Infante;
- Lutador (2000) - Banda sonora da série Crianças SOS- Álbum: Perdidamente - As Melhores do João Gil; Música: João Gil; Interpretação: Tim;
- Carta de Amor Ridículo (2000) - Banda sonora da série Crianças SOS- Música: João Gil; Interpretação: Lúcia Moniz;
- Avô Amigo (200) - Banda sonora da série Crianças SOS; Música: João Gil; Interpretação: Carlos do Carmo;
- Chichi Cama (2002) - Álbum: É Bom Ser Assim; Música: João Gil; Interpretação: Avô Cantigas e Catarina Furtado;
- No Concerto do Palma (2004) - Álbum: Ao Vivo no S.Luiz; Interpretação: Ala dos Namorados;
- Se Eu Soubesse (o Que Sei Hoje) (2005) - Álbum: Filarmónica Gil; Interpretação: 'Filarmónica Gil'/'Sara Tavares/';
- Ela é Dança (2005) - Álbum: Aether; Música: Pancho Alvarez; Interpretação: Anabela;
- Dia do Livro - Banda sonora de documentário da SIC sobre Moçambique.
- Príncipe do Nada (2011) - Álbum: Fio de Luz; Música e Interpretação: Lúcia Moniz;
- João e Beatriz (2012) - Álbum: Vem Daí; Música e Interpretação: Ricardo Reis Pinto;

## Distinção
A 9 de junho de 2005, foi agraciada com o grau de Comendador da Ordem do Mérito pelo Presidente da República Jorge Sampaio. 
Em 2021 recebeu o Prémio Consagração de Carreira Dona Antónia Adelaide Ferreira.

## Filmografia

### Televisão

#### Atriz
| Ano  | Projeto                        | Notas                                                                           | Canal |
| ---- | ------------------------------ | ------------------------------------------------------------------------------- | ----- |
| 1999 | Cruzamentos                    | Série da RTP                                                                    | RTP1  |
| 2000 | Jornalistas                    | Participação no episódio "Um Árbitro de Terceira" da série da SIC               | SIC   |
| 2000 | O Lampião da Estrela           | Telefilme da SIC protagonizado por Herman José é realizado por Diamantino Costa | SIC   |
| 2000 | A Noiva                        | Protagonista do telefilme da SIC realizado por Luís Galvão Teles                | SIC   |
| 2000 | Uma Aventura                   | Participação no episódio "Uma Aventura na Biblioteca" da série da SIC           | SIC   |
| 2001 | A Minha Família É uma Animação | Participação no episódio "Contado Ninguém Acredita" da série da SIC             | SIC   |
| 2001 | Teorema de Pitágoras           | Participação no telefilme da SIC realizado por Gonçalo Galvão Teles             | SIC   |
| 2001 | Ganância                       | Protagonista na telenovela da SIC                                               | SIC   |
| 2004 | A Ferreirinha                  | Papel de Ana Plácido na série de ficção histórica da RTP                        | RTP1  |
| 2005 | Love Online                    | Participação no telefilme da RTP realizado por Mário Barroso                    | RTP1  |
| 2008 | Liberdade 21                   | Papel da advogada Serena Antunes na 2ª temporada da série de ficção da RTP      | RTP1  |
| 2010 | Cidade Despida                 | Papel de Ana Belmonte, protagonista na série policial da RTP                    | RTP1  |

#### Apresentadora
| Ano           | Programa                                    | Notas | Canal |
| ------------- | ------------------------------------------- | --- | ----- |
| 1991- 1992    | Top+                                        | Apresentadora | RTP1  |
| 1992          | MTV Portugal                                | Apresentadora | SIC   |
| 1993- 1995    | Chuva de Estrelas                           | Apresentadora | SIC   |
| 1993          | Grandes Planos                              | Apresentadora | SIC   |
| 1994          | Caça ao Tesouro                             | Apresentadora | SIC   |
| 1994          | Prémios Bordalo 1993                        | Apresentadora | SIC   |
| 1994          | As Nossas Estrelas                          | Apresentadora | SIC   |
| 1994          | A Grande Noite                              | Apresentadora | SIC   |
| 1995          | Uma Noite de Sonho                          | Apresentadora | SIC   |
| 1996          | Globos de Ouro 1995                         | Apresentadora | SIC   |
| 1997          | Globos de Ouro 1996                         | Apresentadora | SIC   |
| 1997          | Gala 5º Aniversário SIC                     | Apresentadora | SIC   |
| 1998          | Geração Fantástica                          | Apresentadora | SIC   |
| 1998          | Globos de Ouro 1997                         | Apresentadora | SIC   |
| 1999          | Pequenos e Terríveis                        | Apresentadora | SIC   |
| 1999          | Globos de Ouro 1998                         | Apresentadora | SIC   |
| 1999          | As Mais Belas Canções de Natal              | Apresentadora | SIC   |
| 2000          | Globos de Ouro 1999                         | Apresentadora | SIC   |
| 2001          | Globos de Ouro 2000                         | Apresentadora | SIC   |
| 2001          | Mundo Vip                                   | Apresentadora | SIC   |
| 2001- 2002    | Música do Mundo                             | Apresentadora | SIC   |
| 2002          | Catarina.Com                                | Apresentadora | SIC   |
| 2002          | Globos de Ouro 2001                         | Apresentadora | SIC   |
| 2003          | Globos de Ouro 2002                         | Apresentadora | SIC   |
| 2003          | Operação Triunfo                            | Apresentadora | RTP1  |
| 2003          | Festival RTP da Canção 2003                 | Apresentadora | RTP1  |
| 2003          | Festa do Gil                                | Apresentadora | RTP1  |
| 2004          | Festival RTP da Canção 2004                 | Apresentadora | RTP1  |
| 2005          | Gala Pirilampo Mágico                       | Apresentadora | RTP1  |
| 2005          | Pequenos em Grande                          | Apresentadora | RTP1  |
| 2005          | Príncipes do Nada                           | Apresentadora | RTP1  |
| 2005          | Concurso PT                                 | Apresentadora | RTP1  |
| 2006          | Gala Contra - 1 Década                      | Apresentadora | RTP1  |
| 2006-2009     | Dança Comigo                                | Apresentadora | RTP1  |
| 2007          | Gala RTP 50 Anos                            | Apresentadora | RTP1  |
| 2007          | Gala Causa Maior                            | Apresentadora | RTP1  |
| 2008          | À Procura de Sally                          | Apresentadora | RTP1  |
| 2008          | Jogo Duplo                                  | Co-apresentação de emissão especial solidária do concurso da RTP                                                                                  | RTP1  |
| 2008          | Juntos Pela Diversidade                     | Especial da RTP, Apresentadora | RTP1  |
| 2008          | Hip Hop Pobreza Stop                        | Especial da RTP, Apresentadora | RTP1  |
| 2008          | Cova da Moura aqui é o meu bairro           | Especial da RTP, Apresentadora | RTP1  |
| 2008          | A Minha Geração                             | Apresentadora | RTP1  |
| 2009          | Dar Vida Sem Morrer                         | Apresentadora | RTP1  |
| 2009-2010     | Dá-me Música                                | Apresentadora | RTP1  |
| 2009-2010     | Dança Comigo no Gelo                        | Apresentadora | RTP1  |
| 2010          | 1ª Gala Prémio Autores                      | Apresentadora | RTP1  |
| 2010          | Circo de Natal RTP                          | Apresentadora | RTP1  |
| 2011          | 2ª Gala Prémio Autores                      | Apresentadora | RTP1  |
| 2011          | Um Por Todos - Especial Príncipes do Nada   | Apresentadora | RTP1  |
| 2011          | Movimento Hiper Saudável                    | Apresentadora | RTP1  |
| 2011          | Quem Tramou Peter Pan?                      | Apresentadora | RTP1  |
| 2011          | A Voz de Portugal                           | 1ª edição, Apresentadora | RTP1  |
| 2011          | Gala Estrela Maior                          | Apresentadora | RTP1  |
| 2011          | Circo de Natal RTP                          | Apresentadora | RTP1  |
| 2012          | 3ª Gala Prémio Autores SPA / RTP            | Apresentadora | RTP1  |
| 2012          | O Grande Teatro do Mundo                    | Apresentadora | RTP1  |
| 2012          | Príncipes do Nada                           | 3ª série, Apresentadora | RTP1  |
| 2012          | Primavera da Vida                           | Apresentadora | RTP1  |
| 2012          | Com Amor se Paga                            | Apresentadora | RTP1  |
| 2012          | Ambição Olimpica                            | Apresentadora | RTP1  |
| 2012          | Final das 7 Maravilhas - Praias de Portugal | Apresentação da gala de declaração oficial | RTP1  |
| 2012-presente | Natal dos Hospitais                         | Apresentadora, ao lado de João Baião (2012)/ José Carlos Malato (2013-presente)/ Vasco Palmeirim (2020-2022)/ Tânia Ribas de Oliveira (2020-2022) | RTP1  |
| 2012          | Especial Príncipes do Nada - Um Por Todos   | Apresentadora | RTP1  |
| 2012          | Circo de Natal da RTP                       | Apresentadora | RTP1  |
| 2013          | Circo de Natal RTP                          | Apresentadora | RTP1  |
| 2014          | The Voice Portugal                          | 2ª edição apresentada com Vasco Palmeirim | RTP1  |
| 2014          | Circo de Natal RTP                          | Apresentadora | RTP1  |
| 2015          | Cook-Off: Duelo de Sabores                  | 1ª edição, Apresentadora | RTP1  |
| 2015          | The Voice Portugal                          | 3ª edição apresentada com Vasco Palmeirim | RTP1  |
| 2015          | Final do Festival RTP da Canção 2015        | Apresentadora com Júlio Isidro | RTP1  |
| 2015          | Circo de Natal RTP                          | Apresentadora | RTP1  |
| 2016          | The Voice Portugal                          | 4ª edição apresentada com Vasco Palmeirim | RTP1  |
| 2016          | Circo de Natal RTP                          | Apresentadora | RTP1  |
| 2017          | Danças do Mundo                             | 1ª edição, Apresentadora | RTP1  |
| 2017          | The Voice Portugal                          | 5ª edição apresentada com Vasco Palmeirim | RTP1  |
| 2017          | Final das 7 Maravilhas - Aldeias            | Apresentadora com José Carlos Malato. | RTP1  |
| 2017          | Final do Festival RTP da Canção 2017        | Apresentadora com Sílvia Alberto e Filomena Cautela                                                                                               | RTP1  |
| 2017          | Circo de Natal RTP                          | Apresentadora | RTP1  |
| 2018          | Festival Eurovisão da Canção 2018           | Apresentadora com Daniela Ruah, Filomena Cautela e Sílvia Alberto.                                                                                | RTP1  |
| 2018          | Final das 7 Maravilhas - À Mesa             | Apresentadora com José Carlos Malato | RTP1  |
| 2018          | The Voice Portugal                          | 6ª edição apresentada com Vasco Palmeirim | RTP1  |
| 2018          | Circo de Natal RTP                          | Apresentadora | RTP1  |
| 2019          | Aqui Mandam as Crianças                     | 1ª edição, Apresentadora | RTP1  |
| 2019          | Final das 7 Maravilhas Doces de Portugal    | Apresentadora com José Carlos Malato | RTP1  |
| 2019 - 2020   | The Voice Portugal                          | 7ª edição apresentada com Vasco Palmeirim | RTP1  |
| 2019 - 2020   | As Idades da Inocência                      | 1ª edição, Apresentadora | RTP1  |
| 2019          | Circo de Natal RTP                          | Apresentadora | RTP1  |
| 2020          | Príncipes do Nada                           | 4ª série, Apresentadora | RTP1  |
| 2020          | Final das 7 Maravilhas da Cultura Popular   | Juntamente com José Carlos Malato | RTP1  |
| 2020          | Circo de Natal RTP                          | Apresentadora | RTP1  |
| 2020 - 2021   | The Voice Portugal                          | 8ª edição apresentada com Vasco Palmeirim | RTP1  |
| 2021          | The Voice Kids                              | 2ª edição, Apresentadora | RTP1  |
| 2021          | Especial Noite dos Óscares de Cinema 2021   | Apresentadora com Mário Augusto | RTP1  |
| 2021          | É Urgente o Amor                            | Apresentadora | RTP1  |
| 2021          | Final das 7 Maravilhas da Nova Gastronomia  | Apresentadora com José Carlos Malato | RTP1  |
| 2021 - 2022   | The Voice Portugal                          | 9ª edição apresentada com Vasco Palmeirim | RTP1  |
| 2021          | Príncipes do Nada                           | 5ª série, Apresentadora | RTP1  |
| 2021          | Circo de Natal RTP                          | Apresentadora | RTP1  |
| 2022          | Uma Voz pela Paz - Concerto Solidário       | Apresentadora | RTP1  |
| 2022          | The Voice Kids                              | 3ª edição, Apresentadora | RTP1  |
| 2022          | The Voice Gerações                          | 1ª edição, apresentadora com Vasco Palmeirim | RTP1  |
| 2022 - 2023   | The Voice Portugal                          | 10ª edição apresentada com Vasco Palmeirim | RTP1  |
| 2023          | The Voice Kids                              | 4ª edição, Apresentadora | RTP1  |
| 2023          | The Voice Gerações                          | 2ª edição, apresentadora com Vasco Palmeirim | RTP1  |
| 2023 - 2024   | The Voice Portugal                          | 11ª edição, Apresentadora | RTP1  |
| 2024          | Festival RTP da Canção 2024                 | Apresentadora convidada | RTP1  |
| 2024          | The Voice Kids                              | 5ª edição, Apresentadora | RTP1  |
| 2024 - 2025   | The Voice Portugal                          | 12ª edição, Apresentadora | RTP1  |
| 2024          | Circo de Natal RTP                          | Apresentadora | RTP1  |
| 2025          | The Voice Kids                              | 6ª edição, Apresentadora | RTP1  |
| 2025          | The Voice Gerações                          | 3ª edição, Apresentadora | RTP1  |

### Narradora
| Ano         | Obra                        | Notas | Meio   |
| ----------- | --------------------------- | --- | ------ |
| 2006        | Sonho de uma Noite de Verão | Espectáculo com a Orquestra Metropolitana de Lisboa no Mosteiro dos Jerónimos | Teatro |
| 2009        | Ilha das Cores              | Leitura duma história para o programa infantil da RTP | RTP    |
| 2010 - 2012 | Pedro e o Lobo              | Obra de Prokofiev interpretada pela orquestra Gulbenkian e registada em CD. Apresentada ao vivo em 2010 e 2012.                                                                                | CD     |
| 2012        | Pedro e o Lobo              | No dia 15 de Setembro de 2012, na comemoração do 50º aniversário da Orquestra Gulbenkian, a Catarina voltou ao grande auditório da fundação para dar a voz à narração desta obra de Prokofiev. | Música |

### Dobradora
| Ano  | Obra               | Notas                                                              | Meio/Veículo |
| ---- | ------------------ | ------------------------------------------------------------------ | ------------ |
| 2009 | Monstros Vs Aliens | Voz da Susan Murphy / Ginormica no filme de animação da DreamWorks | Cinema       |
| 2008 | O Bolinha          | Série de animação infantil editada em DVD                          | DVD          |

### Cinema
| Ano  | Obra                            | Notas |
| ---- | ------------------------------- | --- |
| 1990 | 'Non', ou A Vã Glória de Mandar | Figurante no filme de Manoel de Oliveira |
| 1994 | O Assassino da Voz Meiga        | Curta metragem de Artur Ribeiro |
| 1995 | Amor & Alquimia                 | Curta metragem de Fernando Fragata |
| 1997 | Killing Time                    | Protagonista da curta metragem de Alexander Finbow                                                                                                |
| 1997 | Summer Moments                  | Curta metragem de Rita Fernandes |
| 1997 | Fátima                          | Filme de Fabrizio Costa |
| 1998 | Siamese Cop                     | Protagonista no filme de Paul Morrid |
| 1998 | Pesadelo Cor de Rosa            | Protagonista do filme de Fernando Fragata |
| 1998 | Longe da Vista                  | Filme de João Mário Grillo |
| 1999 | Anjo da Guarda                  | Filme de Margarida Gil |
| 2004 | Maria e as Outras               | Protagonista do filme de José Sá Caetano |
| 2005 | Animal                          | Participação no filme realizado Rose Bosch |
| 2012 | À Eslpera                       | Curta-metragem de Eduardo Durão. Rodada em Outubro de 2012. Aborda a relação entre um pai e a filha Marta, personagem interpretada pela Catarina. |
| 2018 | Linhas de Sangue                | Lia Barbosa |

## Teatro
| Ano         | Peça              | Notas                                                                              |
| ----------- | ----------------- | ---------------------------------------------------------------------------------- |
| 1999        | Quase             | Peça encenada por Patrick Marber e João Lourenço no Teatro Aberto                  |
| 1999        | The Days Before   | Peça encenada por Bob Wilson para o Festival PONTI                                 |
| 2000        | Lucefécit         | Peça de Conor McPherson encenada por João Lourenço no Teatro Aberto                |
| 2000        | A Bela Adormecida | Representação da Companhia Nacional de Bailado                                     |
| 2000 - 2001 | A Maçã no Escuro  | Peça de Clarisse Lispector encenada por Maria Emília Correia no Teatro da Trindade |
| 2002        | Peer Gynt         | Peça de Henrik Ibsen encenada por João Lourenço no Teatro Aberto                   |
| 2003        | Loucos por Amor   | Peça de Sam Shepard encenada por Ana Nave noTeatro Nacional D. Maria II            |
| 2009        | Transacções       | Peça de David Williamson encenada por João Reis no Teatro Maria Matos              |

## Livros
- Os meus olhos de Afonso, com ilustrações de Teresa Conceição (2005);
- O que vejo e não esqueço (2015).